# Juan Barrera Méndez
Juan Barrera Méndez (ur. 4 sierpnia 1967 w Portero Viejo, departament Quiché, zm. 18 stycznia 1980 w Segundo Centro de la Vega k. Zacualpy) – gwatemalski męczennik, ofiara wojny domowej w Gwatemali, błogosławiony Kościoła katolickiego.

## Życiorys
Urodził się w 1967 roku w Portero Viejo. Był członkiem Akcji Katolickiej. Nauczał katechizmu młodsze dzieci. Zachęcał także do odmawiania różańca. 18 stycznia 1980 roku w wieku 12 lat został aresztowany, torturowany i zamordowany przez Szwadrony śmierci w Segundo Centro de la Vega. 23 stycznia 2020 papież Franciszek podpisał dekret o jego męczeństwie, co otworzyło drogę do beatyfikacji jego i dziewięciu towarzyszy, jako tych, którzy zostali „zamordowani z nienawiści do wiary podczas długotrwałego prześladowania  Kościoła, zaangażowanego w ochronę godności i praw ubogich”, która odbyła się na 23 kwietnia 2021 roku.